# Kenny and The Kasuals
Kenny and the Kasuals est un groupe de garage rock américain, originaire de Dallas.

## Histoire
Encouragé par son père, un ancien chef de big band dans les années 1930, Kenny Daniel (guitare rythmique, chœur) forme le premier line-up du groupe en 1964 avec Tommy Nichols (guitare solo, chanteur) qui commence à jouer avec Daniel chez lui. Connu très tôt sous le nom d'Ilusions Combo, le duo est rejoint par des amis du quartier, Blaine Young (batterie) et Charles Beverly (guitare basse), pour des petits événements locaux. Daniel et Nichols, cependant, doivent trouver de nouveau membres dans la même année après que Young meurt d'une forme rare de méningite à 18 ans, et Beverley n'exprime aucun désir de tourner avec le groupe.
Reprenant le rôle de frontman, Daniel crée une autre composition du groupe, cette fois avec le nom Kenny Daniel's Combo, avec le guitariste Jerry Smith et le bassiste Lee Lightfoot, les anciens membres du groupe rival The Vibrations, ainsi que David « Bird » Blachley (batterie) et Paul Roach (claviers). Daniel et Smith connaissent l'homme d'affaires de Dallas, Rick Norwood, ce qui permet de fréquents concerts au club de son hôtel et une opportunité pour le groupe de perfectionner l'exécution de sa musique. Peu de temps après, Mark Lee se présente au groupe dans un autre club voisin avec une offre d'assumer des fonctions de manager pour eux. Pas plus âgé que les membres du groupe, Lee perçoit néanmoins un potentiel dans Kenny Daniel's Combo et voit une occasion de profiter de l'engouement causé par les Beatles. Il rebaptise le groupe Kenny and the Kasuals et fait de Daniel le visage du groupe au lieu de Nichols.
Lee base la promotion du groupe en reprenant ce que font les Beatles. Soigneusement vêtus de costumes assortis et de cravates pour imiter les Fab Four, Kenny and the Kasuals commencent à apparaître dans des lieux plus prestigieux de Dallas tels que les Three Thieves et le Studio Club, font aussi une tournée en Oklahoma et en Louisiane en 1965. Le groupe a plusieurs résidences au Studio Club, un lieu récent populaire auprès des adolescents de Dallas, et ouvre une réputation nationale. Sonny and Cher, les Rolling Stones, les Beach Boys et the Buckinghams, notamment, font des concerts avec Kenny and the Kasuals. En outre, le groupe est un favori sur Sump N' Else, une version régionale de l'émission de télévision American Bandstand. Pendant tout ce temps, le groupe continue à répéter jusqu'à ce qu'il se sente suffisamment compétent pour entrer dans le studio d'enregistrement pour la première fois.
Le groupe enregistre et sort son premier single Nothin' Better to Do fin 1965 sur le label de Lee, Mark Records. En 1966, le groupe enregistre un album live au Studio Club - en réalité, pas tout à fait en direct, de l'aveu même du groupe, il est enregistré la plupart du temps au Robin Hood's Studio à Tyler, au Texas, avec des bruits de foule du club ajouté. Le tout est publié sous le titre The Impact Sound of Kenny and the Kasuals Live at the Studio Club  dans un pressage limité de 500 exemplaires.
Smith et Lee écrivent ensemble Journey to Tyme quand le groupe a plus de temps en studio. À peu près au même moment, Lightfoot, qui a récemment découvert la musique de The Who, partage son enthousiasme avec le groupe en achetant une pédale de fuzz pour l'enregistrement de la nouvelle chanson. Il compte beaucoup sur la distorsion du son de sa basse sur Journey to Tyme ; couplé avec son concept existentialiste, la chanson est considérée comme l'une des premières chansons à intégrer des éléments de la musique psychédélique. Le DJ local Jimmy Rabbit, dans le studio pendant l'enregistrement, est impressionné par Journey to Tyme et joue un acétate de la chanson à sa station de radio. United Artists négocie un contrat pour distribuer la chanson dans les États-Unis ; elle est un succès à Dallas et dans sa région.
Encouragé par son succès, le groupe déménage à Greenwich Village à New York en 1967. Là, Kenny and The Kasuals commencent à recevoir des offres de concert tandis que United Artists présente au groupe une énorme opportunité : une première partie des Beatles au Shea Stadium. Le groupe accepte ; cependant, dans une décision de dernière minute, United Artists rejette le groupe quand Lee refuse de donner au label des droits d'édition exclusive. Kenny and The Kasuals sortent un dernier single, See-Saw Ride, le groupe se dissout au milieu de l'année 1967 après la conscription de Daniel. Avant que Daniel ne soit déployé en Allemagne, le groupe se réunit pour un dernier concert intitulé The Flower Fair en avril 1968.
À la fin des années 1970, Daniel reforme Kenny and The Kasuals, abandonnant le son psychédélique qui caractérisait la première incarnation du groupe en faveur d'un son orienté vers le punk rock. L'album Impact est piraté dans toute l'Europe, conduisant à une réédition officielle de l'enregistrement en 1977. Le nouveau groupe profite de la renaissance de sa musique en tournée en tant qu'ouverture pour des artistes comme Patti Smith, Iggy Pop et The Boomtown Rats. Les titres font l'objet de deux compilations éditées par un label français, Eva, spécialisé dans la réédition de rock des années 1960. Une reprise de Journey to Tyme est faite par the Fuzztones pour l'album Lysergic Emanations en 1985. Dans les années 1980, les membres originaux commencent à quitter Kenny and The Kasuals mais Daniel forme une autre composition du groupe qui fonctionne dans les années 2000.

## Discographie
Singles
- Nothin' Better to Do b/w Floatin' – Mark Records (M-911), 1965
- Don't Let Your Baby Go b/w The Best Thing Around – Mark Records (M-1002), 1965
- It's All Right b/w You Make Me Feel So Good – Mark Records (MR-1003), 1966
- Journey to Tyme b/w I'm Gonna Make It – United Artists (UA 50-085), 1966
- Raindrops to Teardrops b/w Strings of Time – Mark Records (MR-1004), 1966
- See-Saw Ride b/w As I Knew – Mark Records (MR-1008), 1967

Album
- The Impact Sound of Kenny and the Kasuals Live at the Studio Club – Mark Records, 1966

Compilations
- Nothing Better To Do (Eva Records), 1983
- Things Gettin' Better (Eva Records), 1983